# Forelius grandis
Forelius grandis é uma espécie de formiga do gênero Forelius.